# Nissan R380

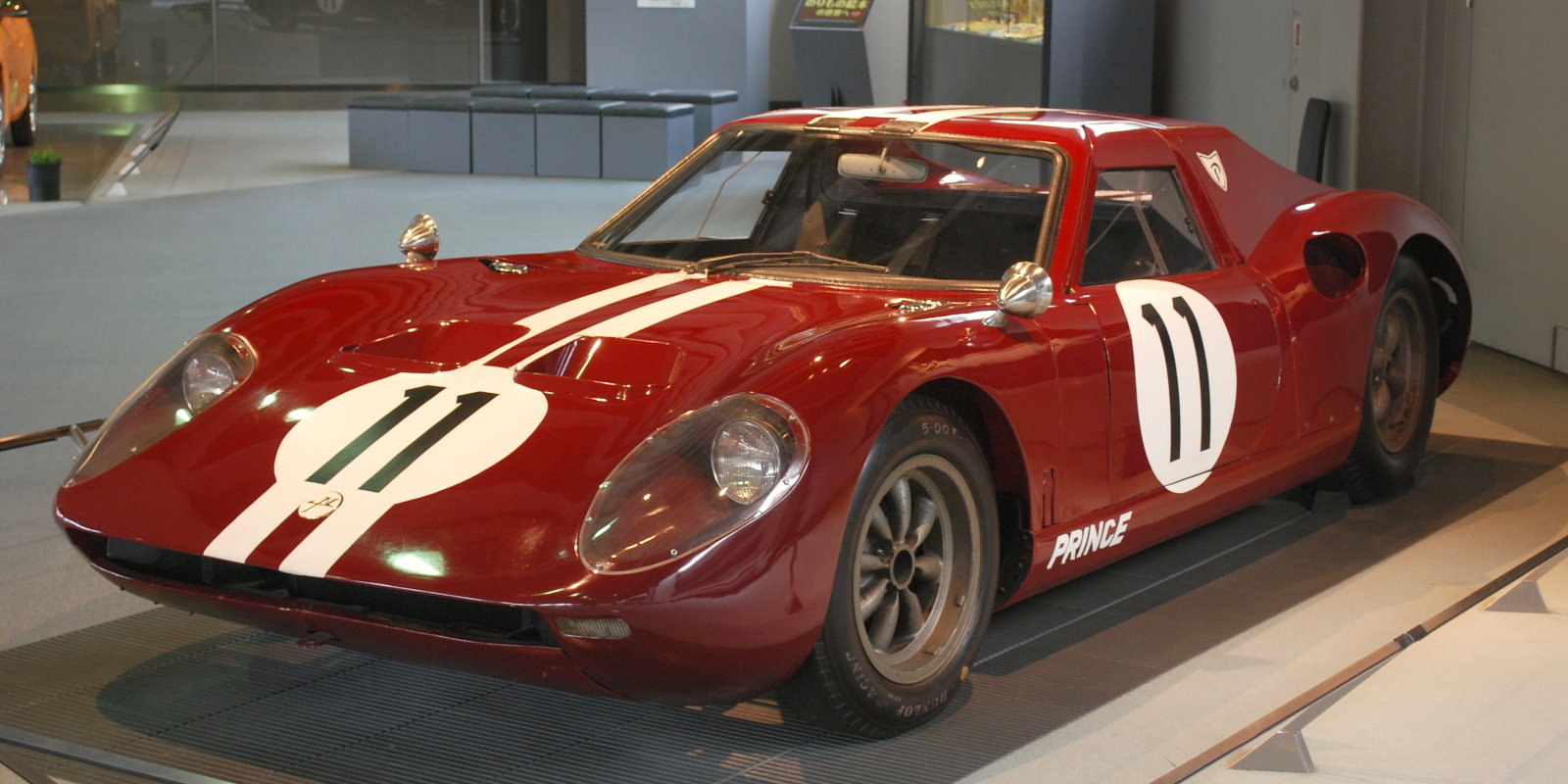

O R380 foi um carro de corrida construído em 1965 pela Prince Motor Company que depois da fusão com a Nissan passou a denominação, Nissan R380-II (também conhecido como R380 Mk.II) para competir no Grande Prêmio do Japão de corrida.